# Механика на флуидите
Механика на флуидите също и хидрогазодинамика или хидроаеромеханика е дял от физиката, чийто обект на изследване е макроскопичното физическо поведение и механичните взаимодействия на флуидите („флуиди“ е общото име на течностите и газовете), раздел е от механиката на непрекъснатите среди. Някои други материали и системи също могат да бъдат описани като флуиди. Решението на задача от хидрогазодинамиката обхваща теоретично изчисление на различните свойства на флуида, като скорост, налягане, плътност и температура, като функции на пространството и времето. Дисциплината има определен брой поддисциплини: аеродинамика (наука за газовете) и хидродинамика (наука за течностите). Механиката на флуидите има широк обхват на приложение. Тя се използва за: изчисление на сили и моменти на въздухоплавателни средства, изчисление на предавани маси петрол през петролопроводите, метеорологични прогнози и дори в транспорта и движението по пътищата, където последното се разглежда като непрекъснат поток на флуид. Предлаганият от механиката на флуидите математически модел е в основата на много дисциплини, решаващи практически задачи, които дисциплини включват и емпирични и полуемпирични закони, получени чрез измервания на флуидни потоци.
Поради наличността на много общи свойства течностите и газовете носят общото наименование флуиди. Характерно за флуидите е, че молекулите им са силно подвижни една спрямо друга и в резултат от това нямат определена форма, а заемат формата на съда, в който се намират. Флуидите преминават в състояние на движение и при най-малкото въздействие и не може да възвръщат формата си след премахване на действащите сили.

## История
Архимед открива основния закон на хидростатиката. Леонардо да Винчи открива съпротивлението на въздуха, както и подемната сила при движението на птиците. Исак Нютон забелязва, че съществува триене в течностите при относителното движение на различни слоеве с отличаващи се скорости. Джордж Гейбриъл Стокс, Л. Навие и Симеон Дени Поасон формулират основните уравнения на хидроаеромеханиката на вискозната течност (течност с вътрешно триене).
Теоретичната хидроаеромеханика е създадена от Леонард Ойлер и Даниел Бернули, които прилагат известните по онова време закони на механиката и извеждат основните уравнения на идеалния флуид (т.е. флуид без вътрешно триене). Теорията на идеалния флуид е разработена през XIX в. от Огюстен Луи Коши, Густав Кирхоф, Херман фон Хелмхолц, Дж. Тейлър, Уилям Томсън и др. С помощта на тази теория са решени голям брой практически задачи от авиацията. Ограничеността на модела на идеалната течност е осъзната още от създателите му. Л. Даламбер показва, че при стационарното движение на тяло в поток от идеална течност не следва да се очаква наличие на съпротивление, което противоречи на експерименталните резултати. Затова е предложен моделът на вискозната течност.
При бавни в сравнение със скоростта на звука движение флуидите може да бъдат разглеждани като несвиваеми, т.е. плътността им не зависи от налягането. При големи скорости обаче явлението свиваемост става основно и качествено изменя характера на течението. Появяват се скакове на плътността, налягането и др. в различни места на течението, които се наричат ударни вълни.

### В България
В България хидроаеромеханиката се развива в сектор „Механиката на флуидите“ на Института по механиката и биомеханика при БАН и СУ „Кл. Охридски“, в катедра „Метеорология и геофизика“, в Института по корабна хидродинамика, както и в „Технически университет-София“ в катедра „Хидроенергетика и хидравлични турбомашини“ и др.

## Раздели
Основната задача на хидромеханиката е въздействието между средата (флуида) и движещото се или плаващо в нея тяло.
Със свиваемите ефекти са занимава газодинамиката.
Другите два основни раздела на хидроаеромеханиката са аеромеханиката и хидромеханиката. Методите и моделите на хидроаеромеханиката навлизат и в някои съседни области на науката. Вече се смятат за подобласти на хидроаеродинамиката такива науки като динамична метеорология, акустика, движение на плазмата (магнитна хидродинамика или магнитна газодинамика).
Течението на реагиращи флуиди с химични реакции и горене е обект на науката физико-химична хидродинамика.
Явления, които протичат върху повърхностите, разделящи различни флуиди, се изучават от междуфазовата (повърхностната) хидродинамика.
Течения, които носят твърди или газообразни частици (суспензии, емулсии, наноси и др.) са най-новият бурно развиващ се раздел на хидроаеромеханиката – многофазни течения.

## Връзка с класическата механика
Механиката на флуидите обикновено се счита за поддисциплина на класическата механика, както е показано в долната таблица.
| Класическа механика | Твърдотелна механика: учение за физиката на непрекъснатите и недеформируеми твърди тела. | Еластичност: описва материали, които се връщат до тяхната форма в състояние на покой след упражнен натиск (усилие, напрежение). | Еластичност: описва материали, които се връщат до тяхната форма в състояние на покой след упражнен натиск (усилие, напрежение). |
| Класическа механика | Твърдотелна механика: учение за физиката на непрекъснатите и недеформируеми твърди тела. | Пластичност: описва материали, които се деформират постоянно след достатъчно голямо приложено върху тях напрежение.             | Реология: учението за материали с едновременни свойства на флуиди и твърди тела.                                                |
| Класическа механика | Механика на флуидите                                                                     | Реални флуиди | Реология: учението за материали с едновременни свойства на флуиди и твърди тела.                                                |
| Класическа механика | Механика на флуидите                                                                     | Идеални флуиди | |

## Допускане за непрекъснатост
Газовете се състоят от молекули, които се сблъскват една в друга и в твърди тела. В механиката на флуидите обаче се приема, че флуидите са непрекъснати. Тоест техните свойства плътност, налягане, температура и скорост се приемат като имащи смисъл в безкрайно малки точки, както и че се променят без прекъсване от една точка към друга. Дискретната молекулярна природа на флуида се пренебрегва.
Тези задачи, за които допускането за непрекъснатост не дава отговори със задоволителна точност, се решават посредством статистическа механика. За да се определи дали да се използва конвенционалната хидрогазодинамика (поддисциплина на класическата механика) или статистическата механика, се взема под внимание критерия на Кнудсен. При задачи с число на Кнудсен около или над 1 се получават надеждни решения чрез статистическата механика.
Уравнение за непрекъснатост на потока:
{\displaystyle {\dot {m}}=} V1.S1.ρ1 = V2.S2.ρ2 = const,
където: {\displaystyle {\dot {m}}} - масов поток, kg/s; V – скорост, m/s; S – сечение, m2; ρ – плътност, kg/m3

## Уравнения на механиката на флуидите
Основните аксиоми на механиката на флуидите са: закон за запазване на масата, закон за запазване на енергията, както и законът за запазване на момента (Първи закон на Нютон). Тези закони са основни в класическата механика и се променят при релативистката механика.
Главните уравнения в хидрогазодинамиката са уравненията на Навие-Стокс, които са нелинейни диференциални уравнения, описващи потока на флуид, напреженията в който зависят линейно от скоростта и налягането.
Неопростените уравнения нямат общо завършено решение, така че те се употребяват само в изчислителната хидрогазодинамика. Уравненията могат да бъдат опростени по няколко начина. Всички опростявания правят уравненията лесни за решение. Някои от тях позволяват да бъдат решени в завършена форма някои задачи във флуид-динамиката.

### Свиваеми и несвиваеми флуиди и потоци
Флуидна задача се нарича свиваема (задача за свиваем поток), ако промените на плътността на флуида имат чувствителен ефект върху решението. Ако промените в плътността имат пренебрежим ефект върху решението, то те се пренебрегват и задачата се дефинира като несвиваема (задача за несвиваем поток).
За да се определи дали да се използва свиваемата или несвиваемата хидрогазодинамика, се изчислява числото на Мах за определената задача. Като грубо указание ефектите на свиваемост могат да бъдат пренебрегнати при числа на Мах приблизително под 0,3. Почти всички задачи с течности са моделирани като несвиваеми флуиди.
Уравненията на Навие-Стоукс, използвани за решаване на несвиваеми задачи, при които плътността е приета за константна величина, са опростен вариант на пълните уравнения.

### Вискозен и невискозен поток
Вискозни задачи са тези, при които триенето на флуида има значителни ефекти върху решението. Задачи, при които триенето може безопасно да бъде пренебрегнато, са наречени невискозни.
Критерият на Рейнолдс се използва като критерий дали за задачата са подходящи вискозни или невискозни уравнения. Високи стойности на критерия на Рейнолдс показват, че инерционните сили са преобладаващи пред вискозните сили. Трябва да се отбележи обаче, че при режими с големи стойности на Рейнолдс определени задачи изискват включването на вискозитетa. При някои задачи, изчислението на нетните (еквивалентните) сили върху телата (например при задачи за крила) трябва да се използват вискозните уравнения. Както се илюстрира в парадокса на Даламбер, тяло в невискозен флуид няма да изпитва сили.
Стандартните уравнения за невискозен поток са Уравненията на Ойлер. Друг често използван модел, особено в изчислителната хидрогазодинамика, е да се използват уравненията на Ойлер далеч от тялото, a близо до тялото уравненията за граничнен слой.
Уравненията на Ойлер могат да се интегрират по една токова нишка и да се получи уравнението на Бернули.

### Стационарен и нестационарен поток
Друго опростяване на уравненията на механиката на флуидите е приемането, че всички параметри на флуида са неизменни във времето. Това се нарича стационарен поток и се прилага за голям клас задачи, като поток през тръба, подемна сила и челно съпротивление на крило и други. В този случай уравненията на Навие-Стоукс, както и уравненията на Ойлер се опростяват.
Дали една задача е стационарна или нестационарна, зависи от отправната координатна система. Например потокът около кораб в равномерен канал е стационарен за пътниците на кораба и нестационарен за наблюдател на брега. В хидрогазодинамиката често задачите се преформулират в друга координатна система, за които потокът е стационарен, с което задачата се опростява.
Ако задачата се отнася за несвиваем безвискозен флуид, без турболентност, за стационарен поток, то тя може да се реши чрез зависимостите за потенциален поток, описвани с уравнението на Лаплас. Задачите от този клас имат елегантни решения, които са линейни комбинации на добре изучавани елементарни потоци.

### Ламинарен и турбулентен поток
Турбулентен е поток доминиран от рециркулация, вихри и забележим случаен характер. Поток, чиято турбулентност е слаба или нулева, се нарича ламинарен поток. Математически турбулентен или ламинарен поток често се представя чрез константа на Рейнолдс Re, където режимът на потока отговаря на:
- При константа Re<2320 отговаря ламинарен режим на движение (отделните потоци от течността се движат успоредно и равномерно);
- При 2320<Re<10 000 движението на потока флуид е преходно;
- При Re>10 000 движението е турбулентно (получава се завихряне на потока).

Приема се, че турбулентните потоци удовлетворяват уравненията на Навие-Стоукс. Директни компютърни симулации с числени методи базирани на уравнения на Навие-Стоукс за несвиваем флуид правят възможно симулирането на турбулентни потоци със средни стойности на Рейнолдс (ограничението зависи от мощността на компютъра). Резултатите от такива симулации съвпадат с експерименталните данни.

### Нютонови (идеални) и ненютонови флуиди (реални)
Исак Нютон постулира, че отношението на вътрешните напрежения във флуида към градиента на скоростта е по линейна зависимост. Оказва се, че това е така за болшинството флуиди, например вода и въздух, които са наречени Нютонови флуиди. Триенето в тях се описва с коефициент наречен вискозитет, който зависи от флуида – вид, температура, налягане.
Обаче някои други материали като млякото и кръвта, както и някои пластмаси, имат по-сложно поведение. Те са изучавани в поддисциплината реология.

### Други опростявания
Има голям брой други възможни опростявания на задачите в хидрогазодинамиката. Потокът на Стоукс например е поток при много ниски стойности на Рейнолдс – такива, че инерциалните сили могат да се пренебрегнат в сравнение с вискозните.

### Поддисциплини
- Акустика
- Аеродинамика
- Астронавтика
- Изчислителна механика на флуидите
- Измерване на потоци
- Хидравлика
- Хидростатика
- Хидродинамика
- Електрохидродинамика
- Магнитохидродинамика
- Реология

### Математически уравнения и обекти
- Уравнение на Бернули
- Уравнения на Ойлер
- Теореми на Хелмхолц
- Уравнение на Манинг
- Уравнение на Навие-Стокс
- Разлагане на Рейнолдс
- Функция на потока

### Тип поток на флуида
- Свиваем поток
- Couette поток
- Несвиваем поток
- Ламинарен поток
- Преходен поток
- Турбулентен поток
- Поток в отворен канал
- Потенциален поток
- Свръхзвуков
- Поток на Стокс
- Двуфазен поток

### Критерии (числа) при флуидите
- Теория на подобието
- Критерий на Фруд
- Галилеево число
- Критерий на Кнудсен
- Критерий на Мах
- Критерий на Прандтл
- Критерий на Ричарсън
- Критерий на Рейнолдс
- Критерий на Струхал
- Критерий на Ойлер